# Hiroshi Hara

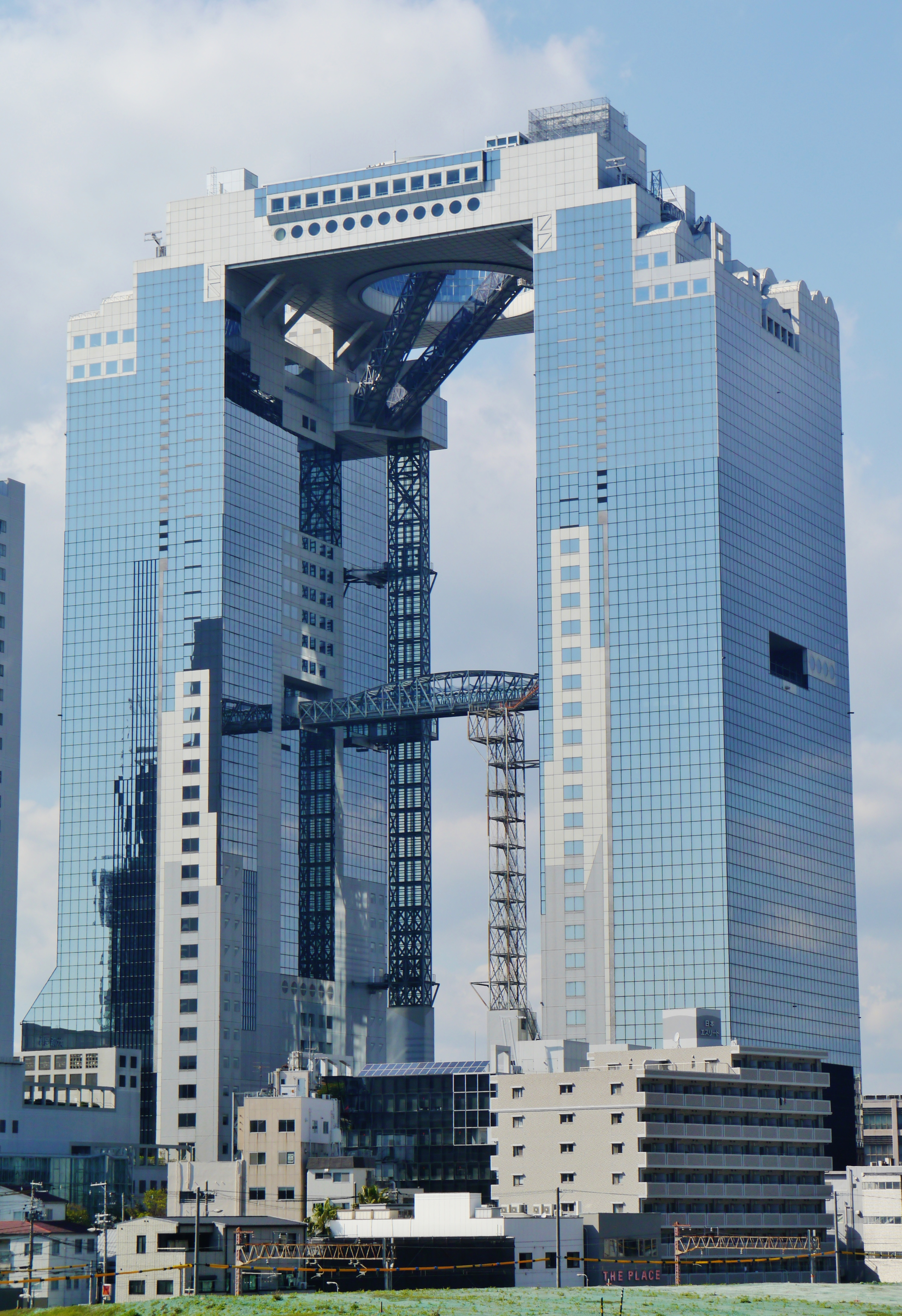
Umeda Sky Building

Hiroshi Hara (原 広 司?; Kawasaki, 9 settembre 1936 – Tokyo, 3 gennaio 2025) è stato un architetto giapponese.

## Biografia

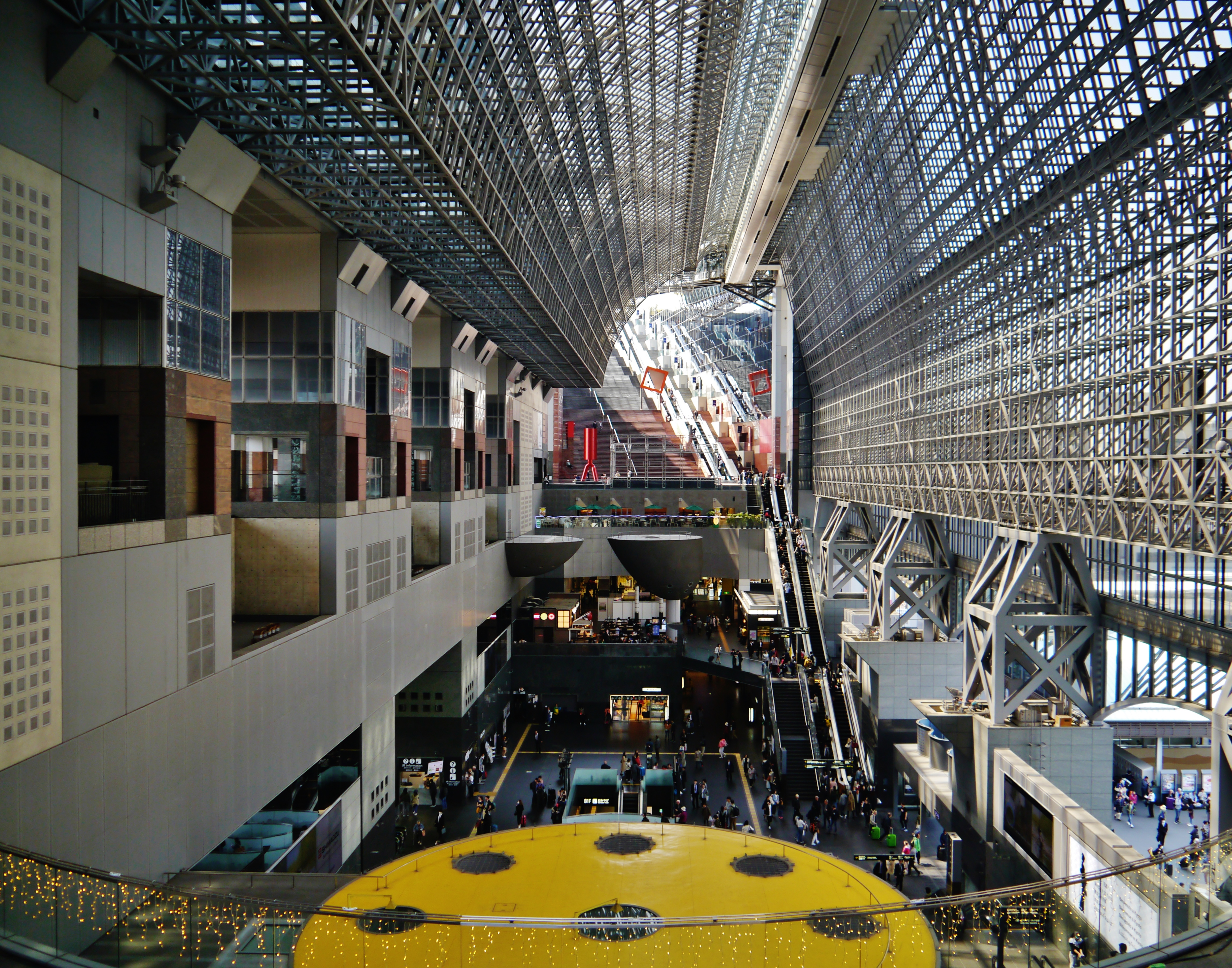
Interno della stazione di Kyoto

Hiroshi Hara si laureò presso l'Università di Tokyo nel 1959 e successivamente conseguì un master nel 1961 e un dottorato in ingegneria nel 1964 sempre nel medesimo istituto. Divenne professore associato presso la Facoltà di architettura dell'Università di Tokyo nel 1964 e professore associato presso l'Istituto di scienze industriali dell'Università di Tokyo nel 1969. Frequentò il seminario estivo dell'Università di Harvard nel 1968. Nel 1982, Hara divenne professore presso l'Istituto di scienze industriali dell'Università di Tokyo e nel 1997 professore emerito all'Università di Tokyo. Dal 1999 il suo studio d'architettura prese il nome di "Hiroshi Hara + Atelier Φ".
Tra le sue opere principali vanno annoverate la Stazione di Kyōto, l'Umeda Sky Building a Osaka, Yamato International Bulding a Tokyo e la Sapporo Dome a Hokkaidō

## Opere
- 1974: Hara House, Tokyo

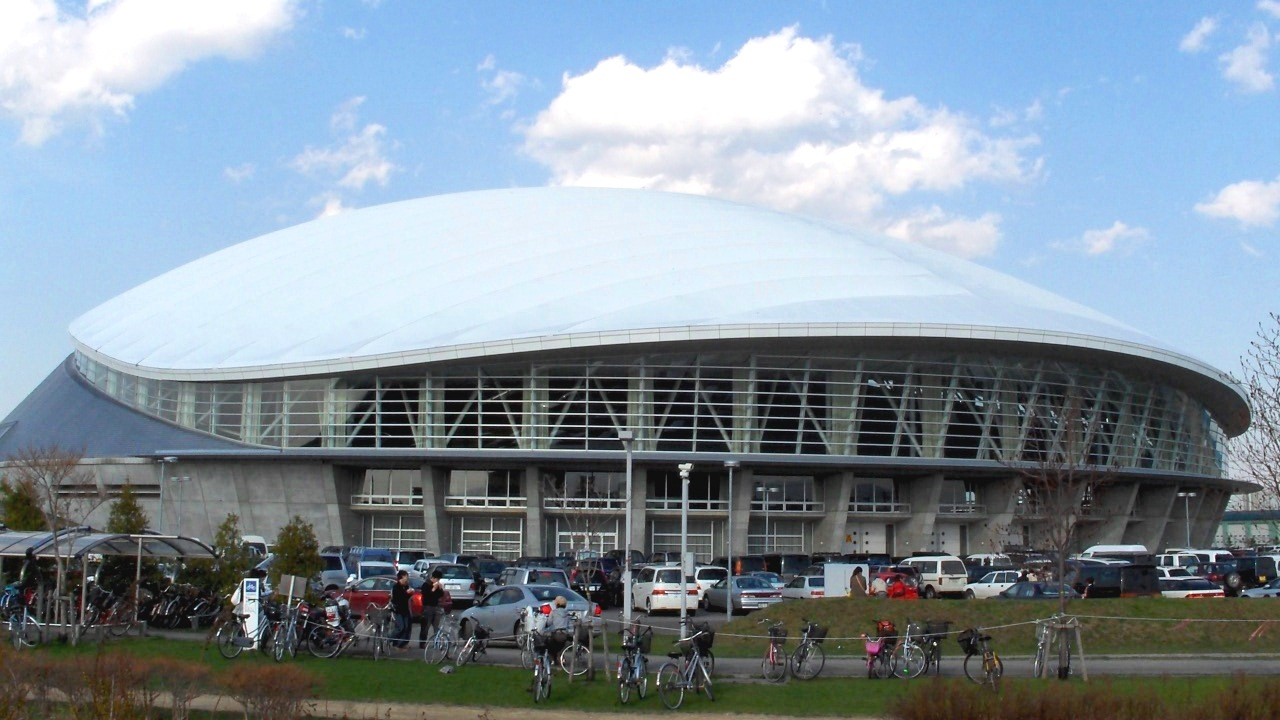
Sapporo Dome

- 1986: Tasaki Museum of Art, Karuizawa, Nagano
- 1987: Naha Municipal Josei Primary School, Naha, Okinawa
- 1987: Yamato International, Ōta, Tokyo
- 1987: Kenju Park 'Forest House', Nakaniida, Prefettura di Miyagi
- 1988: Iida City Museum, Iida, Prefettura di Nagano
- 1992: Uchiko Municipal Ose Middle School, Uchiko, Ehime
- 1993: Umeda Sky Building, Kita-ku, Osaka
- 1997: Complesso della stazione di Kyoto, Shimogyo-ku, Kyoto
- 1998: Biblioteca Prefetturale di Miyagi, Sendai, Prefettura di Miyagi
- 2000: Hiroshima Municipal Motomachi High School, Hiroshima
- 2001: Sapporo Dome, Sapporo, Hokkaidō
- 2001: Università di Tokyo, Komaba II Campus, Tokyo
- 2003: Tokamachi Stage, Tokamachi, Niigata
- 2004: Casa Experimental, Montevideo, Uruguay
- 2005: Casa Experimental, Cordova, Argentina
- 2005: Shimokita Snow-Resistant Dome, Mutsu, Aomori
- 2007: Aizu Gakuho Middle School and High School, Aizuwakamatsu, Prefettura di Fukushima
- 2010: Casa Experimental, La Paz, Bolivia

## Pubblicazioni
- Hiroshi Hara (2009). Yet: Hiroshi Hara (in Japanese) (1st ed.). Tokyo, Japan: TOTO Pub. ISBN 978-4-88706-307-5.